# What a Wonderful World
"What a Wonderful World" är en sång skriven av George David Weiss och Bob Thiele (George Douglas), ursprungligen inspelad av Louis Armstrong live 1959 och senare i studio 1967 och utgiven på singel samma år. Armstrongs version användes 1988 även till filmen Good Morning, Vietnam. 1999 togs hans inspelning med i Grammy Hall of Fame.

## Historik
Sången ser hoppfullt mot framtiden, då nya barn föds in, i en tid med ett politiskt laddat klimat. Sången erbjöds först till Tony Bennett, som tackade nej. I stället spelade Louis Armstrong in den.
Den toppade inte listorna i USA, och sålde under 1 000 exemplar, men blev en stor framgång i Storbritannien där den toppade singellistan. I USA nådde den topplaceringen #116 på Bubbling Under-listan. Den var också bäst säljande singel 1968 i Storbritannien, och en av de sista popsinglarna utgivna av HMV Records innan man blev ett skivmärke bara för klassisk musik.
Låten gjorde Louis Armstrong till äldsta manliga artist att toppa den brittiska listan, 66 år och 10 månader gammal. Louis Armstrongs rekord bröts 2009 då en cover på "Islands in the Stream", inspelad för Comic Relief och med en 68-årig Tom Jones, toppade.
ABC Records Europadistributör EMI fick ABC att lansera ett album med samma namn 1968 (katalognummer ABCS-650), som dock inte blev en framgång i USA då ABC inte marknadsförde det. Däremot gick in på listorna i Storbritannien, utfärdat av Stateside Records med katalognummer SSL 10247 och med topplaceringen #37.

## Listplaceringar
| Lista (1968)   | Topplacering     |
| -------------- | ---------------- |
| Australien     | 1                |
| Danmark        | 2 (DR "Top 20")  |
| Finland        | 12               |
| Irland         | 2                |
| Nederländerna  | 5                |
| Norge          | 6                |
| Schweiz        | 7                |
| Storbritannien | 1                |
| Sverige        | 4 (Kvällstoppen) |
| Västtyskland   | 6                |
| Österrike      | 1                |